# Polaris (jeu de rôle)
 (septembre 2024).
Si vous disposez d'ouvrages ou d'articles de référence ou si vous connaissez des sites web de qualité traitant du thème abordé ici, merci de compléter l'article en donnant les références utiles à sa vérifiabilité et en les liant à la section « Notes et références ».
Pour les articles homonymes, voir Polaris et Polaris (jeu).
Polaris est un jeu de rôle sur table français de science-fiction créé par Philippe Tessier et dont la première édition a été éditée par la société Halloween Concept en 1997. Il a été réédité par Darwin Project en 1998 puis par Black Book Éditions en 2008.

## Présentation
Polaris est un jeu de rôle post apocalyptique dont l'action se déroule sur notre planète, mais dans un futur lointain. 
À la suite d'un bouleversement climatique majeur, les océans ont subitement monté recouvrant en partie les terres émergées, l'air est devenu irrespirable pour les êtres humains, les rayons du soleil nocifs, les pluies acides, la faune et la flore ont muté afin de s'adapter à ces nouvelles conditions, et l'humanité survivante s'est réfugiée sous les océans. La surface, devenue inhabitable, est désormais un lieu en proie au chaos. Les plantes carnivores y côtoient des monstres de toutes tailles et des maelstroms d'énergie balayent les plaines désertiques.
Pendant mille ans, les Généticiens ont régné en maitres absolus sur ce monde sous-marin devenu le dernier refuge d’une humanité chassée de la surface. Pour survivre, ils se sont appuyés sur une technologie extrêmement avancée, créant de gigantesques stations sous-marine ultra-perfectionnées et des appareils capables de résister à la pression des grandes profondeurs.
Quand l’Empire des Généticiens s’effondra, terrassé par l’Alliance Azure, les océans devinrent le champ de bataille de multiples factions qui s’entre-déchiraient pour le pouvoir. Cinq siècles plus tard, des milliers de communautés se sont établies sur les fonds marins, dans l’ombre d’États et d’organisations qui tentent de survivre dans un univers hostile.

## Histoire future...
Les grands cataclysmes qui ont frappé la civilisation humaine sont encore mal connus. L'activité tectonique de la Terra aurait connu une activité extrême, mais visiblement l'humanité était également frappée de problèmes dont elle était elle-même responsable.
Ce que l'on sait, c'est qu'à cette époque où la race humaine était en proie à la décadence s'est levé le groupe des Généticiens, qui grâce à une technologie aujourd'hui perdue a permis à l'Homme de vivre à l'abri des effets nocifs de la surface, en se réfugiant dans des arches sous-marines.
Ce qui est advenu ensuite, nul ne le sait. Les Généticiens ont régné sur la nouvelle civilisation sous-marine pendant une période indéterminée, certains prétendent que leur empire aurait duré plus de mille ans, et si personne ne peut (ne veut?) se souvenir de ce qui se passait durant cette période, le coût payé par l'humanité pour assurer sa survie a dû être trop élevé.
En effet, signant ainsi l'an 0 du nouveau calendrier, l'Alliance Azure se leva et mit un terme à ce qui est connu aujourd'hui comme étant l'Empire du mal.
Hélas, les Généticiens emportèrent tous leurs secrets avec eux quand ils disparurent. Leurs bases de données furent corrompues automatiquement et on perdit ainsi toute connaissance de ce qui s'était passé depuis, ainsi qu'une bonne partie de leur science.
Les dépôts Généticiens, d'antiques laboratoires ou coffres-fort de ces obscurs maîtres de l'humanité, contiennent ce qui reste de leur savoir et de leur technologies. Perdus au fond de l'Océan, leur recherche est une des priorités à l'heure actuelle, même si cela reviens à chercher une aiguille dans une botte de foin.
L’âge d'Or, la nouvelle ère pleine d'espoir sous la tutelle de l'Alliance Azure, commençait. Toutes les technologies Généticiennes n'étaient pas perdues, de nombreux appareils usant de leur savoir étaient encore répandu sur le fond des océans et ce ne serait qu'une question de temps avant qu'on en redécouvre le fonctionnement.
La population, 900 millions d'habitants à la chute de l'Empire, doubla. Les fonds marins furent de plus en plus connus, on explorait la Surface et certains commencèrent à permettre à la société humaine d'échapper aux grandes contraintes des océans en vivant dans la croûte terrestre. La conquête de l'espace reprit, aidée pour cela par les nombreuses stations créées par les Généticiens à travers le système solaire. Cette époque d'espoir pour l'humanité prit brutalement fin après 250 ans, quand on découvrit le virus de la stérilité.

## Les nations, groupes et factions de Polaris
De ce conflit destructeur, six grandes nations ont émergé. D'autres factions se sont formés, créant ainsi une multitude d'états dont certains sont totalement coupés du monde extérieur.

### Les grandes nations dominantes
L’Hégémonie, la plus puissante de ces nations, contrôle les abysses à l’Est de l’ancienne Amérique du Nord. Dirigée par les mystérieux Patriarches, sorte de Demi Dieux aux yeux de la population, elle ne rêve que de conquêtes et de pouvoir. Sous les Patriarches se trouve le Haut Amiral Viramis, chef suprême de l'armée, il est aussi un représentant charismatique, qui s'est cependant mis à dos les services secrets du Prisme.
La capitale de l'Hégémonie est Keriss, une cité recouvert d'un Dôme.
La Ligue Rouge, dont l’influence s’étend sur toute la côte ouest d’Amérique du Sud, est une nation vieillissante dont la principale force réside dans sa flotte commerciale. Contrairement à l'Hégémonie, la Ligue Rouge ne dispose pas d'un niveau de technologie très élevé, et certaines de ses stations sont en mauvais état.
La République du Corail est établie sur les fonds marins de l’ancienne Australie. Elle entretient une étrange relation avec les Coraux pensants qui couvrent la plus grande partie de son territoire. La population de la République du Corail est composé majoritairement de femmes et la polygamie y est encouragé.
L’Alliance Polaire, dont la capitale s’élève dans les profondeurs de la montagne sous-marine d’Arlis, au nord de l’ancienne Russie, maîtrise la science cybernétique.
Le Culte du Trident administre la cité Neutre d’Équinoxe située sur le Seuil de Rockall. Il est le garant de la paix au fond des mers grâce aux troupes internationales des Veilleurs. Ses prêtres maîtrisent aussi la mystérieuse force Polaris dont la puissance semble illimitée.
Et enfin l'Union Méditerranéenne située au sud de l'ancienne Europe, est la plus petite des nations sous marines. Ce qui ne l'empêche pas de posséder une technologie de pointe rivalisant directement avec l'Hégémonie.

### Les factions ou groupes mineurs
Les autres communautés tentent tant bien que mal de préparer un avenir meilleur. En attendant, elles doivent lutter en permanence contre les monstres marins, les hordes de pirates, les manipulations politiques des grandes nations et le peuple des Foreurs, qui vit sous terre et dont on ne sait pas grand-chose. Elles sont aussi aux prises avec la dégénérescence génétique et le terrifiant virus de stérilité qui menace d’anéantir les derniers humains.

## Les races
Le corps humain a dû s'adapter progressivement à ses nouvelles conditions de vie. Naturellement ou artificiellement, de nouvelles races ont vu le jour mais l'humain reste à ce jour la race dominante dans les fonds marins.
Humain : C'est la race "de base". En termes de jeu elle n'apporte ni avantage, ni inconvénient.
Hybride naturel (ou Néo-Hybride) : Les néo hybrides sont des êtres nés avec des mutations leur offrant la possibilité de respirer et se mouvoir sous l'eau sans difficulté. Ils sont par contre désavantagés au sec, souffrent bien plus de la chaleur, et sont en plus recherchés par différentes entreprises biologiques ou pharmaceutiques. Certains finissent par ressembler plus à des poissons qu'à des humains à force de vivre sous l'eau.
Géno-hybride : les Géno-Hybrides sont des humains qui ont été modifiés par Génothérapie et greffes particulières pour être capables de respirer et se déplacer sous l'eau. S'ils sont moins à l'aise sous l'eau que les vrais hybrides, ils ont malgré tout une apparence humaine, mais souffrent d'un blocage psychologique quand ils essayent de nuire au Culte du Trident.
Techno-Hybride : Les Techno-hybride sont des créations d'Hégémonie, et représentent une part importante de leurs troupes de choc. À l'instar des Géno-Hybrides, c'étaient des humains qui, souvent involontairement, ont été rendus capables de vivre sous l'eau par des implants technologiques. Ayant une apparence monstrueuse, ils sont souvent craints par la population. Bon nombre d'entre eux désertent l'armée Hégémonienne et essayent de vivre en cachant leur nature.

## La Force Polaris
On connait mal la vraie nature du flux Polaris. L'on sait simplement qu'il est omniprésent dans le système sous marin et qu'il préserve le monde d'un cataclysme. La minorité ayant le pouvoir de le maitriser est capable de lancer des attaques dévastatrices. D'autres cachent en eux cette force sans s'en douter. Jusqu'au jour où, sous l'effet d'une situation stressante, la force se libère d'elle-même causant en première victime son malheureux possesseur.
Afin d'éviter ces libérations accidentelles, certains portent des inhibiteurs sur la tête.
La plupart des pouvoirs Polaris affectent une zone en modifiant ses caractéristiques physiques ou ses relations avec l'extérieur, on peut par exemple générer une sphère dans laquelle le temps s'écoulent plus vite ou plus lentement que normalement, changer la température dans un certain rayon, ou bien empêcher le passage de l'extérieur vers l'intérieur (champ de force). D'autres se traduisent par une libération d'énergie à différentes amplitudes, allant jusqu'à l'apparition de foudre.
Enfin, le flux Polaris liant tous les êtres vivants et l'Océan, certains pouvoirs permettent de contrôler cet univers, allant du simple fait d'apaiser une personne par la force de sa pensée à la création d'un siphon sous-marin dévastateur dans les cas extrêmes.